# Le Frère du guerrier
Pour plus de détails, voir Fiche technique et Distribution.
Le Frère du guerrier est un film français réalisé par Pierre Jolivet et sorti en 2002.

## Synopsis
Au XIIIe siècle, dans un village des Cévennes, Arnaud vit avec son épouse, Guillemette. Avant de mourir, la mère d'Arnaud lui transmet la science des plantes médicinales et de leurs bienfaits. Un jour, Arnaud se fait attaquer par un groupe de brigands. Roué de coups d'une violence sans pareille, il en perd la mémoire. Sa femme part alors à la recherche de Thomas, le frère de son époux et vaillant guerrier. Celui-ci doit l'aider coûte que coûte à guérir Arnaud. Pour ce faire, il doit lui aussi découvrir les multiples secrets que recèle la science des plantes. Mais Thomas, farouche combattant, doit avant tout apprendre à évoluer sans armes.

## Fiche technique
- Titre : Le Frère du guerrier
- Réalisation : Pierre Jolivet
- Scénario : Pierre Jolivet et Simon Michaël
- Photographie : Pascal Ridao
- Montage : Yves Deschamps
- Musique : Serge Perathoner, Jannick Top
- Décors : Émile Ghigo
- Costumes : Yvonne Sassinot de Nesle
- Son :	François Maurel et William Flageollet
- Effets spéciaux : François Philippi
- Casting : Frédérique Moidon
- Producteurs : Jean Labadie, Alain Sarde
- Producteurs exécutifs : Frédéric Bourboulon, Christine Gozlan
- Sociétés de production : BAC Films, Canal+, Les Films Alain Sarde, Little Bear, M6 Films, Studio Images 8
- Société de distribution : BAC Films
- Pays de production :  France
- Langue : français
- Format : couleurs — 35 mm — 2,35:1 — Son : Dolby
- Genre :  drame, aventures, historique
- Durée : 115 minutes
- Dates de sortie :
  - France : 13 mars 2002
  - Canada : 24 janvier 2003
  - République tchèque : 26 novembre 2004 (Festival du film français)

## Distribution
- Vincent Lindon : Thomas
- Guillaume Canet : Arnaud
- Mélanie Doutey : Guillemette
- François Berléand : le curé
- Brunelle Lemonnier : Hilde
- Frédéric Lacave : Benoît
- Thierry-Perkins Lyautey : le chef des brigands
- Roch Leibovici : le Chauve
- Manuel Le Lièvre : le Bossu
- Christophe Vandevelde : le Casque
- Augustin Legrand : le Moustachu
- Anthony Decadi : Le Giton
- Philippe Fretun : le créancier
- Franck Gourlat : Adémar
- Arlette Thomas : l'abbesse
- Frédérique Moidon : la prieure
- Josiane Lévêque : l’aumônière
- Anne Le Ny : Mme de Moteron
- Olivier Augrond : le compagnon de Thomas
- Ludovic Schoendoerffer : le prisonnier noble
- Catherine Davenier : la fermière
- Pascal Leguennec : le marchand
- Sylvie Herbert : la mère Cantien
- Annie Mercier : la femme Castelet

## Production

### Lieux de tournage
Les extérieurs ont été tournés dans le sud de la Lozère, plus précisément sur le Causse de Sauveterre, près du hameau de Boisset .